# Ryan Taylor (giocatore di football americano)
Ryan Lawrence Taylor (Winston-Salem, 16 novembre 1987) è un giocatore di football americano, di nazionalità statunitense, che gioca nel ruolo di tight end per i Green Bay Packers della National Football League (NFL). Fu scelto nel corso del settimo giro (218º assoluto) del Draft NFL 2011 dai Packers. Al college ha giocato a football alla University of North Carolina.

## Carriera professionistica

### Green Bay Packers
Taylor fu scelto nel corso del settimo giro del Draft 2011. Nella sua stagione da rookie disputò 15 partite, nessuna delle quali come titolare. Il 14 dicembre 2011, Taylor segnò il suo primo touchdown nella partita contro gli Oakland Raiders su un passaggio da 4 yard di Aaron Rodgers. Nella stagione 2012 disputò tutte le 16 partite, di cui una come titolare, ricevendo un passaggio da 11 yard.

## Vittorie e premi
Nessuno

## Statistiche
| Partite totali             | 31 |
| Partite totali da titolare | 1  |
| Yard su ricezione          | 15 |
| Touchdown su ricezione     | 1  |

Statistiche aggiornate alla stagione 2012